# Penumbra (anatomie)
Met penumbra wordt in de anatomie de regio rond een ischemische gebeurtenis zoals een trombose of embolie benoemd. Door de ischemie is in de omliggende hersenregio's de bloedtoevoer, en dus ook de toevoer van zuurstof, beperkt. Door een tekort aan zuurstof (hypoxie) kan hypoxische celdood optreden. Deze gevolgen van de ischemische gebeurtenis zorgt voor additionele schade aan het hersenweefsel. Wanneer de tijd vordert kan er wel een zekere mate van herstel optreden en neemt de grootte van de penumbra af. Het limiteren van celdood is dan ook een belangrijk doelen na een ischemische gebeurtenis.